# Îles mineures éloignées des États-Unis
Les îles mineures éloignées des États-Unis, en anglais United States Minor Outlying Islands, sont neuf îles et atolls des États-Unis situés dans l'océan Pacifique, à l'exception d'une île dans la mer des Caraïbes. Il ne s'agit pas d'un territoire des États-Unis en tant que tel mais d'une désignation toponymique servant à regrouper ces îles par commodité et dans un but statistique.

## Géographie

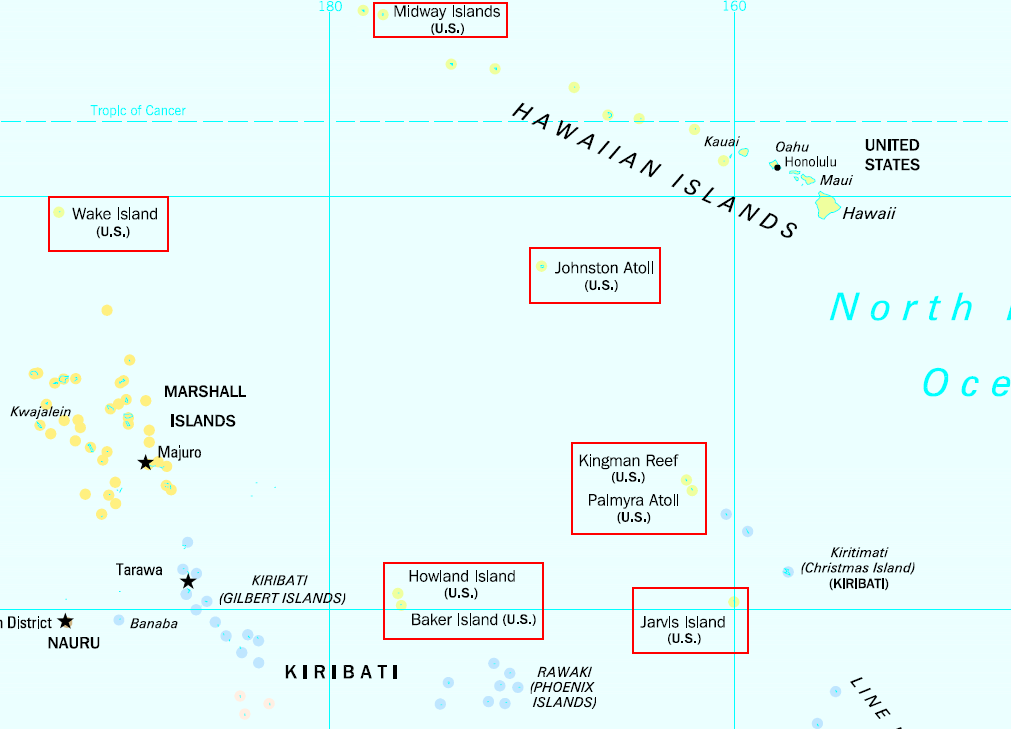
Carte de localisation des îles mineures éloignées des États-Unis situées dans l'océan Pacifique.

Les îles mineures éloignées des États-Unis sont :
- l'île Baker au nord-ouest des îles Phœnix et à l'est des îles Gilbert ;
- l'île Howland, à environ 70 kilomètres au nord de l'île Baker ;
- l'île Jarvis dans le sud-ouest des îles de la Ligne ;
- l'atoll Johnston au sud-ouest de l'archipel d'Hawaï ;
- le récif Kingman dans le nord-ouest des îles de la Ligne ;
- les îles Midway au nord-ouest de l'archipel d'Hawaï ;
- l'île de la Navasse à une cinquantaine de kilomètres de Haïti vers la Jamaïque (la seule hors du Pacifique) ;
- l'atoll Palmyra, à environ 60 kilomètres au sud du récif Kingman ;
- Wake au nord des îles Marshall.

Tous ces atolls et îles sont situés dans l'océan Pacifique, sauf l'île de la Navasse qui est baignée par la mer des Caraïbes. Aucune ne dépasse 8 km2 de superficie. Ces îles ne comportent pas de population résidente permanente, mais le recensement décennal américain de 2020 a comptabilisé un total de 316 habitants, tous militaires ou scientifiques, dont 315 habitants situés sur l'atoll Johnston, et un habitant sur Wake.

## Histoire
Ces îles et atolls sont inhabités lorsqu'ils sont progressivement occupés par les États-Unis entre 1859 et 1899, puis annexés dans la deuxième moitié du XIXe siècle avec le Guano Islands Act dans le but d'y exploiter le guano.
En 1935, le programme de colonisation des îles américaines équatoriales a été lancé, visant à assurer une présence humaine permanente sur Howland, Baker et Jarvis. Le projet a pris fin en 1942 en raison de l'entrée en guerre des États-Unis contre le Japon lors de la Seconde Guerre mondiale.
La souveraineté américaine est contestée sur l'île de la Navasse revendiquée par Haïti, et sur Wake réclamée par les îles Marshall.

## Administration
Ces îles et atolls constituent des territoires non organisés, c'est-à-dire sans gouvernement local, et, à l'exception de l'atoll Palmyra, des territoires non incorporés, c'est-à-dire que la constitution des États-Unis n'y est pas forcément appliquée en totalité.
Les îles dans l'océan Pacifique sont entourées de grandes Zones économiques exclusives.
Selon la norme ISO 3166-1, les îles mineures éloignées des États-Unis sont collectivement représentées par le code à deux lettres UM.
Les îles mineures éloignées des États-Unis utilisent les timbres postaux des États-Unis, sans surcharge.